# Geneviève Termier
Geneviève Termier (2 avril 1917 à Paris - 27 mai 2005 à Saint-Rémy-lès-Chevreuse) est une paléontologue française et évolutionniste.
Elle occupe un poste de directrice de recherche au CNRS.
Elle est spécialiste des gastéropodes et étudie les brachiopodes permiens du Sud-Est asiatique. Elle et son mari, Henri Termier, sont considérés comme parmi les plus grands paléontologues français du XXe siècle.

## Biographie
Geneviève Termier montre rapidement un talent artistique qui la mena successivement du dessin scientifique (à l'échelle, puis en réduisant les proportions) à l'observation minutieuse des fossiles qui est la première étape vers leur identification (ou détermination). C'est Charles Jacob, qui la remarque et la fait rentrer à la Sorbonne en 1937 où elle commence ses recherches paléontologiques par l'étude d'un des plus anciens genres de gastéropode : Pleurotomaria. Elle associe la paléontologie et l'évolution pour restituer l'évolution des gastéropodes en utilisant la notion de "grade". Elle propose la première classification des gastéropodes.
En 1942, Geneviève Termier va au Maroc où elle rencontre son mari Henri, chef du service géologique du Maroc. Leur fils Michel nait 3 ans plus tard.
Geneviève Termier soutient sa thèse intitulée "les Gastéropodes mésozoïques de la région libanaise" en 1939.
À partir de 1942 pendant leur séjour au Maroc, (à Adrar n Deren) Geneviève et Henri Termier décident de travailler ensemble le plus possible. Geneviève maîtrise la paléontologie. Henri gère la stratigraphie et la pétrographie. C'est à ce moment-là que Geneviève se familiarise avec les fossiles paléozoïques du Maroc ainsi qu'avec la pétrographie. Ils s'intéressent particulièrement au Massif du Tichka. Lors de leurs différents périples visant à étudier le Massif du Tichka, Geneviève générait toujours des réactions de stupéfactions et d'amusement de la part des autochtones qui n'était, à l'époque, pas habitués à croiser des européennes en raison de la pauvreté, du manque de routes et de confort qui faisait obstacle au tourisme. Elle savait très bien lire et écrire, ce qui, à l'époque et  dans la région était encore une compétence "masculine". Ils la considérait comme une "mohindissa" « "travaillant dans le bled comme le "mohindiss" son mari" »

## Publications principales
- Geneviève et Henri Termier, Paléontologie marocaine, 5 volumes, 1950
- Geneviève et Henri Termier, Histoire géologique de la biosphère : la vie et les sédiments dans les géographies successives, 1962
- Geneviève et Henri Termier, Formation des continents et progression de la vie, 1967
- Geneviève et Henri Termier, L'évolution de la lithosphère, 1961
- Geneviève et Henri Termier, Quelques faits paléogéographiques et paléoécologiques relatifs à la limite de l'Antécambrien et du Cambrien, 1957
- Geneviève et Henri Termier, Bryozoaires du Paléozoïque supérieur de l'Afghanistan, 1971
- Réflexions sur la sédimentation marine dans ses rapports avec l'érosion continentale
- Geneviève et Henri Termier, Généralités sur les invertébrés fossiles, 1947
- Geneviève et Henri Termier, La trame géologique de l'histoire humaine, 1961
- Geneviève et Henri Termier, Initiation à la paléontologie, 1952
- Sur la partie inférieure du flysch crétacé du Djurjura - avec Henri Termier
- Geneviève Termier et Henri Termier, Évolution et paléogéographie, Paris, Albin Michel, coll. « Sciences d'aujourd'hui », 1959, 254 p. (SUDOC 004538730)
- Henri et Geneviève Termier, «Volcanisme et volcans», Diagrammes, no  68, octobre 1962